# Възнесение Господне (Чебрен)
„Възнесение Господне/Христово“ или „Свети Спас“ (на македонска литературна норма: „Свето Вознесение“, „Свети Спас“) е средновековна църква в Северна Македония, част от Преспанско-Пелагонийската епархия на Македонската православна църква – Охридска архиепископия.
Църквата се намира в близост до комплекса на Чебренския манастир и е с малки размери. Тя е малка еднокорабна църква (6,30 х 4,30 метра) с полукръгла апсида на изток и вход към наоса на запад. Изградена е от обикновен речен камък, споен с варов хоросан. Интериорът е разделен с дървена олтарна преграда на две части. И четирите стени на наоса, както и олтарното пространство са изписани. Според досегашните данни фреските са датирани от XVI век. Тяхната запазена площ е около 60m2. Стенописите имат паралели в „Свети Атанасий“ в Костохори.